# Edolanz
Edolanz, eine deutschsprachige Handschrift des 13. und 14. Jahrhunderts, ist ein nachklassischer Aventiure-Roman, überliefert in den zwei Fragmenten A und B. A wurde von Hoffmann von Fallersleben in der Benediktinerabtei Stift Seitenstetten entdeckt und 1840 in den Altdeutschen Blättern 2 auf den Seiten 148–152 veröffentlicht. Das Fragment B hingegen wurde 41 Jahre später von Anton Emanuel Schönbach herausgegeben. Dieses Fragment, aus Straßburg in Kärnten, wurde 1881 in der Zeitschrift für deutsches Altertum (ZfdA) 25 auf den Seiten 271–287 veröffentlicht.

## Fragment A

### Datierung und Herkunft
Das Fragment A wird im Archiv des Benediktiner-Stifts Seitenstetten aufbewahrt und besteht aus einem Blatt Pergament mit den äußeren Abmessungen von 213 × 150 mm und einer Schriftraumgröße von 165 × 130 mm. Die Entstehungszeit des in bairischem Dialekt verfassten Fragments wird ans Ende des 13. Jahrhunderts geschätzt.
Es handelt sich um ein Blatt Pergament, bestehend aus zwei Spalten mit je 32 abgesetzten Versen. Kurzfristig galt dieses Fragment irrtümlich als verschollen. So heißt es bei Christoph Cormeau: „2 Frgm.e: (A) früher Stiftsbibl. Seitenstetten, jetzt verschollen. 13.Jh.“. Das feine Pergament weist mehrere unterschiedliche Beschädigungen auf, so dass man von einer Mehrfachverwendung des Papiers ausgehen kann. Zunächst wurde es wohl als Makulatur zur Unterfütterung eines Buchdeckels verwendet. Wernfried Hofmeister hat sich intensiv mit der Beschädigung der Seiten auseinandergesetzt. Dabei spricht er von sichtbaren Einstichen, die auf eine Heftung hinweisen, von Wurmfraß und der Zerstörung des Textes durch den Heftleim. Der Leim hat das Pergament aufgeweicht und somit Textteile verwischt. Durch die Verwendung als Makulatur entstanden weitere Schäden. Außerdem gibt es Einkerbungen im Heftungsbereich, sowohl oben als auch unten, die teilweise beschnitten oder gerissen sind. Dieser Heftrand soll aber seiner Meinung nach nicht der originale gewesen sein. Auf der Seite 2a gibt es dann noch zwei Besonderheiten: eine Foliierungszahl und ein Wort. Diese Merkmale förderte Hofmeister mit Hilfe der virtuellen rekonstruktiven Editionstechnik zu Tage. Bei der Foliierungszahl handelt es sich um die 76. Sie befindet sich auf der Rückseite des Pergaments 2a und gehört nicht zum Gestaltungsprinzip des Edolanz. Die Gestalt der Zahl 76 wird so, nach Hofmeister, erst im 14. oder 15. Jahrhundert üblich und fällt damit aus der Entstehungszeit des Edolanz heraus. Mit Hilfe der Editionstechnik konnte Hofmeister noch den Buchstaben s (oder k) 4 erkennen. Es handelt sich hier um einen lang gezogenen Buchstaben dem die Graphfolge „evit“ 5 folgt. Am Ende erahnt er noch zusätzlich die Reste eines auslautenden e (oder o). Aber auch dies passt nicht zum Erscheinungsbild des Originaltextes. Es fehlen die im Edolanz-Text üblichen Abrückungen des Anfangsbuchstaben und die Schmückung durch einen roten Strich. Aufgrund dieser Tatsache geht Hofmeister nicht davon aus, dass es sich hierbei um eine Schriftprobe oder ähnliches handeln könnte. Er vermutet vielmehr, dass es sich um ein Palimpsest, eine gereinigte und wiederbeschriebene mittelalterliche Seite eines Manuskripts, handelt und hält diesen Restbestand für schlecht abgeschabt und somit für nicht textrelevant.
Anton Schönbach beschäftigte sich noch mit der Orthographie der beiden Texte. Hierbei stellte er für das Fragment A nur wenige Abweichungen vom höfischen Mittelhochdeutsch fest. Auch in Bezug auf die Metrik gibt es keine Besonderheiten festzustellen. Da das Fragment B, im Gegensatz zu A, in einem bairisch-österreichischen Dialekt verfasst ist, geht Schönbach davon aus, dass mehrere Jahrzehnte zwischen der Herstellung der Fragmente liegen. Dafür zeugen auch die Verse 29 – 32 der Seite 1a7. Sie sind rot geschrieben und beschreiben einen Aventiuretitel: „Wie sich Gawan und Edolanz trennten und Edolanz in eine Burg gelangte, wo er zwei Drachen und vier Löwen erschlug“. Nach Schönbach kann das Fragment A keine Vorlage für das Fragment B gewesen sein, da in B ein solcher Aventiuretitel völlig fehlt. Zudem geht er davon aus, dass es mindestens noch eine weitere Edolanzhandschrift gab.

### Inhalt
Edolanz befreit durch einen Kampf den Ritter Gawan aus den Fängen eines Riesen. Gawan hatte versucht, der Dame des Herrn Leturs zu helfen, die der Riese entführt hatte. Weil im Kampf sein Pferd getötet wird, schenkt die Befreite Edolanz ein Kastelan. Auf der Suche nach neuen Abenteuern reiten Edolanz und Gawan weiter. Da sie aber auch nach mehreren Tagen nicht dazu kommen, ihren Mut zu beweisen, beschließen die beiden, sich zu trennen. Gawan entscheidet sich für den Weg über die Ebene und warnt Edolanz vorher noch vor dem verzauberten Wald des Herrn Lurteun. Edolanz lässt sich davon aber nicht einschüchtern und reitet in den Wald. Dort trifft er einen Zwerg, der ihm ebenfalls von Lurteun berichtet. Dieser Herr habe zwar einen riesigen Schatz, größer noch als der von allen Rittern und von König Artus, von diesem Abenteuer sei aber noch niemand zurückgekehrt. Der Einsatz des Spiels, welcher Herr Lurteun verlange, sei nämlich der Kopf seines Gegners. Hier endet dann das Bruchstück.

## Fragment B

### Datierung und Herkunft
Das Fragment B stammt aus Straßburg in Kärnten und gehörte früher zum Privatbesitz des Julius Bogensberger aus Graz. Heute ist das Doppelblatt Pergament in der österreichischen Nationalbibliothek in Wien zu finden. Das Fragment (Cod. Ser. nova 4001) mit den äußeren Abmessungen von 234 × 160 mm und einem Schriftraum von 175 × 135 mm besteht beidseitig aus zwei Spalten mit je 32 abgesetzten Versen. Die Entstehungszeit des Pergaments wird von Hermann Menhardt auf die Mitte des 14. Jahrhunderts und von Anton Emanuel Schönbach auf spätestens Anfang des 14. Jahrhunderts geschätzt. Auch dieses Fragment diente als Decke eines Buches. Das Fragment ist in bairisch-österreichisch verfasst und weist kaum Merkmale des höfischen Mittelhochdeutsch auf. Der Dialekt ist vollkommen ausgeprägt. Am Anfang der Verse sind die Majuskeln groß geschrieben und die einzelnen Abschnitte beginnen mit großen roten Initialen. Diese waren laut Anton Schönbach klein und schwarz vorgezeichnet. In seiner Abschrift des Fragmentes hat Schönbach die Seiten nummeriert (1a, 1b, 2a, 2b, 3a, 3b, 4a, 4b) und Reimpunkte weggelassen, welche seiner Meinung nach ohne jede Regel gesetzt wurden. Bevor das Fragment als Buchdecke verwendet wurde, benutzte man es noch als Umschlag für ein Folienheft. Bei einer der beiden Verwendungen scheint das Pergament dann in der Mitte gebrochen oder durchrissen worden zu sein. So erklärt sich Schönbach zumindest die in 1ab große Menge an verkümmerten Zeilen. Besonders auf der Seite 4ab sind einige Zeilen völlig abgerieben. Schönbach verwendete eigenen Angaben nach einige Reagenzien, um den Text der Seiten 1ab und 4ab zu eruieren. Dies gelang ihm aber fast tadellos. Nur auf der Seite 4ab ist eine Zeile vollständig verschwunden, der Rest konnte von Schönbach fast zweifellos rekonstruiert werden.

### Inhalt
Das Fragment B besteht aus zwei Teilen: Die Seiten 1a -2b handeln von einer Städtebelagerung durch Pontschûr. Edolanz steht der Stadt bei und macht auch einige Gefangene – darunter auch zwei Verwandte des Pontschûr. Da auf beiden Seiten Gefangene gemacht werden, einigt man sich und leitet eine Sühne (einen Friedensschluss) ein. Pontschûr muss das Feld räumen und Edolanz wird gefeiert. Trotz aller Bitten in der Stadt zu bleiben reitet Edolanz davon und gelangt in einen Wald. Dort findet er ein verwaistes Pferd und ein gestricktes Netz vor. Die Seiten 3a-4b handeln dann wieder von einem Kampf zwischen Edolanz und Pontschûr, bei dem auch König Artus zusieht. Gekämpft wird um den Sperber einer Jungfrau. Edolanz besiegt Pontschûr und ist im Begriffe, ihn zu töten, als König Artus eingreift und Edolanz um Gnade für Pontschûr ersucht. Edolanz gewährt Artus seinen Wunsch und der Sperber wird der Dame zurückgegeben, die dann Artus ihr Haus anbietet.